# Viticulture en Slovaquie

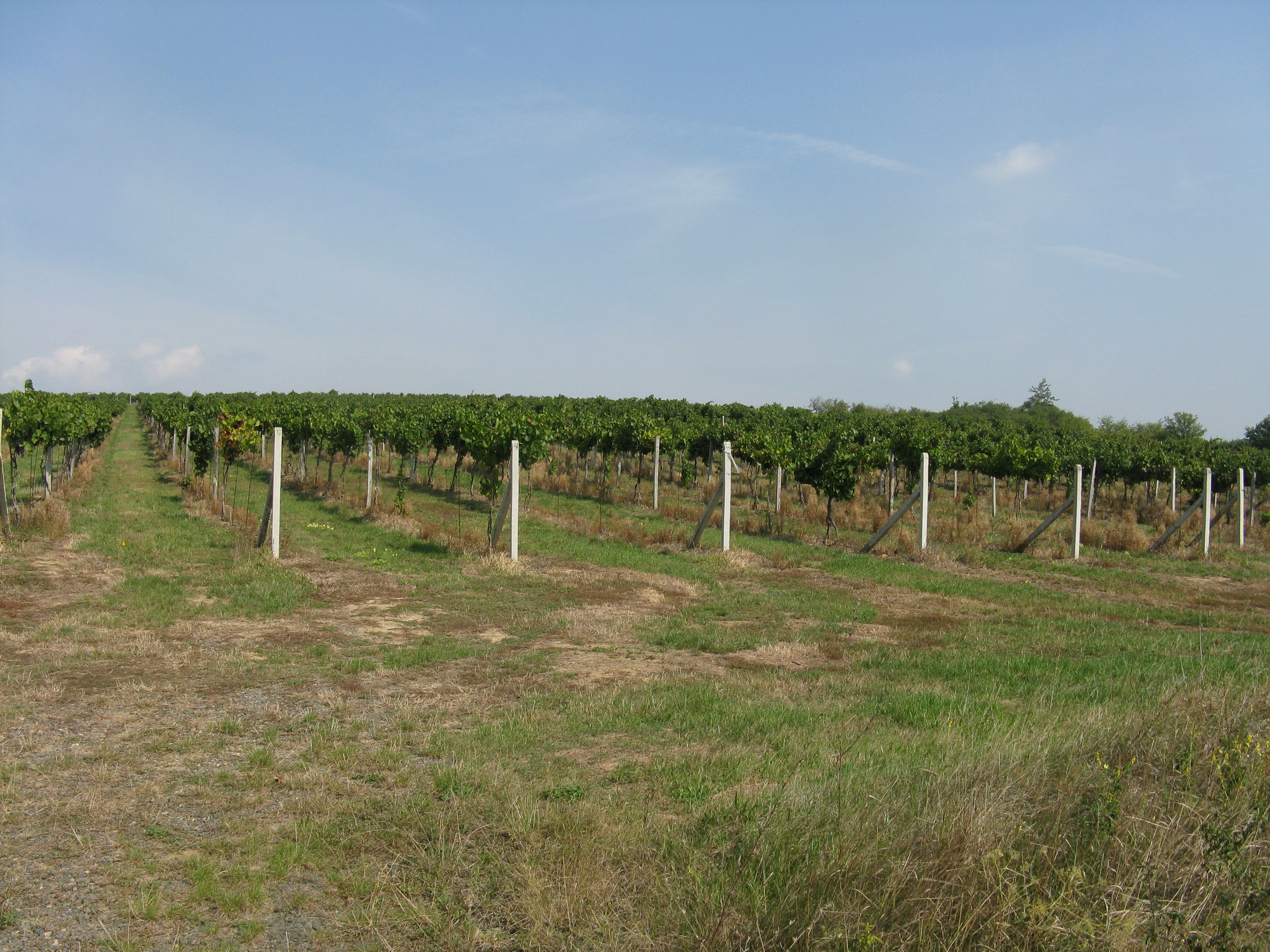
Vignoble de Brhlovce, producteur de l'appellation Tokaj slovaque.

La viticulture en Slovaquie commence au Ier millénaire av. J.-C.. La seconde moitié du Moyen Âge peut être considérée comme une période particulièrement bénéfique pour le développement de la viticulture, le seul événement désastreux pour la région ayant été l'invasion des Tatars au XIIe siècle.

## Cadre géographique
La Slovaquie est un pays de l'Europe centrale et ses conditions microclimatiques sont comparables à celles de ses voisins, producteurs de vins : la Hongrie et l'Autriche.
La viticulture est concentrée dans le sud du pays, en particulier sur les versants sud, sud-ouest et sud-est des Carpates occidentales, qui occupent deux tiers du territoire slovaque.

## Contexte historique

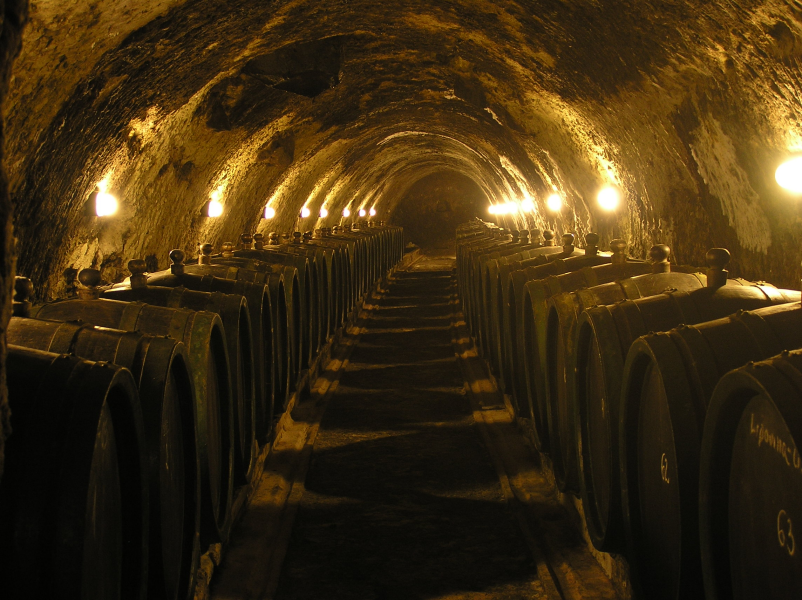
Cave de vin de Tokaj en Slovaquie

De nombreux écrivains au cours des siècles, en particulier autrichiens et hongrois, rapportent l’appréciation de la production locale de la Slovaquie pour la qualité de ses raisins et de ses vins blancs. 
Au XXe siècle, le secteur viticole slovaque a été durement marqué par plus de 40 ans de « socialisme réel » : la collectivisation des vignobles et de la production de vin, qui provenait à 80 % des grandes fermes d’État, a favorisé pendant cette période le rendement au détriment de la qualité.
En 1989, la Slovaquie produisait un tiers de plus de vin qu’elle n’en consommait ; les surplus étaient exportés vers l’Union soviétique ou le nord du territoire tchèque.
Après la Révolution de velours de 1989, un programme de restitution des terres aux anciens propriétaires est instauré ; sa mise en œuvre laborieuse n’est pas encore achevée[Quand ?]. Nombre de propriétaires ont disparu et leurs descendants, s’ils n’ont pas quitté le pays, sont trop nombreux pour que les parcelles atteignent une taille suffisante pour une production viable. 
En conséquence, la superficie de terres plantées de vignes, de 30 000 hectares en 1990, a très fortement diminué dans la décennie ; elle serait passée en 2006 à 22 430 hectares selon l’Institut central des tests et contrôles agricoles ou même à 16 772 ha selon l’Office national slovaque des statistiques, avec un rendement par hectare très faible. 
Après avoir obtenu son indépendance en 1993, la Slovaquie a pris la décision d’appliquer une politique protectionniste sur les vins à l’importation afin d’encourager une progression qualitative de la production locale et permettre aux vignerons slovaques de vendre toute leur production en Slovaquie à bas prix, sans concurrence étrangère. 
C’est au moment de l’adhésion de la Slovaquie à l’UE le 1er mai 2004 que les producteurs ont dû rapidement affronter une concurrence internationale importante.

## État actuel
Le marché des vins slovaques se développe dynamiquement mais la situation actuelle[Quand ?] est assez contradictoire. D'une part sont produits des vins dont la qualité s'améliore progressivement, d'autre part la production de la matière première est en crise. 
Les vins de table restent décisifs pour l'économie des grands producteurs. 
Toutefois, il existe déjà quelques producteurs de petite taille, orientés entièrement vers la production des vins de haute qualité. 
L'amélioration de la qualité se traduit entre autres par le nombre en augmentation de distinctions attribuées aux producteurs slovaques lors des concours internationaux[réf. souhaitée].
Le consommateur slovaque moyen décide de son achat en fonction du prix ; néanmoins la part des vins de qualité augmente dans la consommation générale de vins et cette tendance devrait continuer, ouvrant les nouvelles niches de marché aux vignerons slovaques et aussi étrangers.

## Réglementation vinicole en Slovaquie

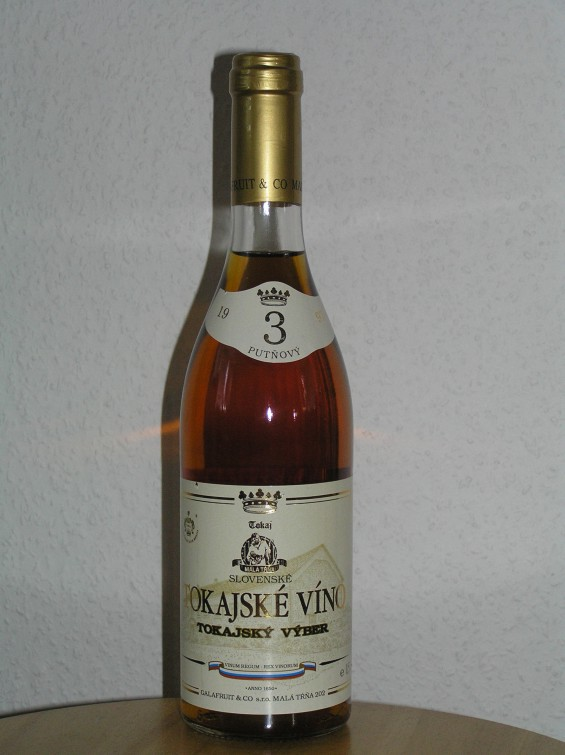
Tokaj slovaque

La Slovaquie a adopté des mesures afin d'aligner sa législation en matière de viticulture sur l'acquis communautaire. En particulier, la Slovaquie a adopté, selon un modèle allemand, la loi no 182/2005 sur la viticulture.
Selon la loi, les vins slovaques sont classés en plusieurs catégories, dont les plus importants sont: 
1. les vins de table (vína stolové),
2. les vins de qualité (vína akostné), et
3. les vins bénéficiant d’une attribution spéciale (vína s prívlastkom), par exemple :
  - Kabinett (kabinetné)
  - Vendange tardive (neskorý zber)
  - Sélection de Raisins (výber z hrozna)
  - Sélection de Grains (bobuľový výber)
  - Sélection de Grains Nobles (botritický výber)
  - Le vin de glace (ľadové víno)
  - Le vin de paille (slamové víno)

Selon la loi, le timbre indiquant le numéro de contrôle de l'État (« ŠKČ – Štátne kontrolné číslo (sk) », délivré par l'Institut central de contrôle et d’essai pour l’agriculture (ÚKSÚP) doit être présent sur les bouteilles de vin bénéficiant d’une attribution spéciale, les vins originaires de la part de région Tokaj situé en Slovaquie et les vins originaires de terroirs viticoles classés.
Les vins de qualité sont obligatoirement produits dans une région déterminée et habituellement à partir d’un seul cépage. Ils ne sont pas soumis à des contrôles spécifiques, en dehors des contrôles sur les lieux de production. Les vins de qualité nécessitent d’être identifiés plus strictement avec la région d’origine.

## Les grands terroirs slovaques
Le vignoble slovaque est divisé en six régions. Chaque région est caractérisée par des conditions naturelles spécifiques et par une histoire particulière. La carte ci-dessous permet de se faire une idée de la répartition géographique de chacune de ces régions. 
Le climat, plutôt continental, se distingue de celui de l'Europe occidentale par une amplitude saisonnière plus accentuée : l'écart entre les températures hivernales et estivales est de l'ordre de 20 °C. 
En comparaison avec la région méditerranéenne, l'Europe centrale est moins gâtée sur le plan de l'ensoleillement d'été. 
Le substrat géologique des régions viticoles slovaques est très varié. On peut trouver des calcaires, des granits, des roches volcaniques ainsi que des sédiments fluviaux et éoliens. Cette diversité énorme, qui est de plus amplifiée par une grande variabilité microclimatique, représente un grand potentiel en matière de la typicité, du «terroir», des vins slovaques.
Régions vinicoles slovaques :Zoznam vinohradníckych oblastí Slovenska
1. Nitra (en couleur verte)
2. Petites Carpates (en couleur bleue)
3. Slovaquie centrale (en couleur brune)
4. Slovaquie orientale (en couleur rosée)
5. Slovaquie méridionale (en couleur jaune)
6. Tokaj (en couleur rouge)

## Les cépages cultivés en Slovaquie
Les conditions thermiques et climatiques de la Slovaquie sont plutôt favorables aux cépages blancs. Ils sont plantés sur près des trois quarts de la superficie du vignoble, répartis en cépages courants, aromatiques et « mondiaux ».
Parmi les premiers, les plus répandus sont le valtelin vert et le riesling italien, qui couvrent à eux seuls presque la moitié de l'ensemble du vignoble. Les autres cépages courants importants sont le müller-thurgau, le pinot blanc et le riesling rhénan. 
Les cépages aromatiques, de plus en plus recherchés, sont notamment le muscat ottonel, le traminer, et l'Oliver Irsay.
Parmi les cépages mondiaux on cultive le chardonnay et le sauvignon. 
Les cépages rouges les plus répandus sont la frankovka et le svätovavrinecké. Le cabernet sauvignon est de plus en plus demandé par les consommateurs ; pour cette raison il fait le plus souvent objet de plantations nouvelles.
Le vin de Tokaj est un produit à part. C'est l'unique appellation d'origine contrôlée par excellence car les vignobles dans le Tokaj slovaque sont rigoureusement délimités aux 907 hectares des villages de Slovenské Nové Mesto, Veľká Tŕňa, Malá Tŕňa, Viničky, Bara, Čerhov et Černochov ; le vin est composé de trois cépages dont les proportions doivent être scrupuleusement respectées : le furmint (70 %), la lipovina (25 %) et le muscat jaune (5 %).
| \| \| Principaux cépages blancs cultivés en Slovaquie \| | \| \| Principaux cépages blancs cultivés en Slovaquie \|       | \| \| Principaux cépages blancs cultivés en Slovaquie \|                             | \| \| Principaux cépages blancs cultivés en Slovaquie \|          |
| -------------------------------------------------------- | -------------------------------------------------------------- | ------------------------------------------------------------------------------------ | ----------------------------------------------------------------- |
| - Rulandské Biele (pinot blanc) - Devín - Pálava         | - Sauvignon (Blanc) - Tramín (gewurztraminer) - Müller-thurgau | - Chardonnay - Rizling Rýnsky (riesling rhénan) - Rizling Vlašský (riesling italien) | - Silvánske zelené (sylvaner) - Veltlínske zelené (valtelin vert) |
|                                                          | Principaux cépages blancs cultivés en Slovaquie                |                                                                                      |                                                                   |

| \| \| Principaux cépages rouges cultivés en Slovaquie \| | \| \| Principaux cépages rouges cultivés en Slovaquie \|         | \| \| Principaux cépages rouges cultivés en Slovaquie \| | \| \| Principaux cépages rouges cultivés en Slovaquie \| |
| -------------------------------------------------------- | ---------------------------------------------------------------- | -------------------------------------------------------- | -------------------------------------------------------- |
| - Frankovka Modrá - Svätovavrinecké (saint-laurent)      | - Alibernet et Neronet (nouveaux hybrides de Cabernet Sauvignon) | - Rulandské Modré (pinot noir) - Modrý Portugal          |                                                          |
|                                                          | Principaux cépages rouges cultivés en Slovaquie                  |                                                          |                                                          |

## Le Tokaj

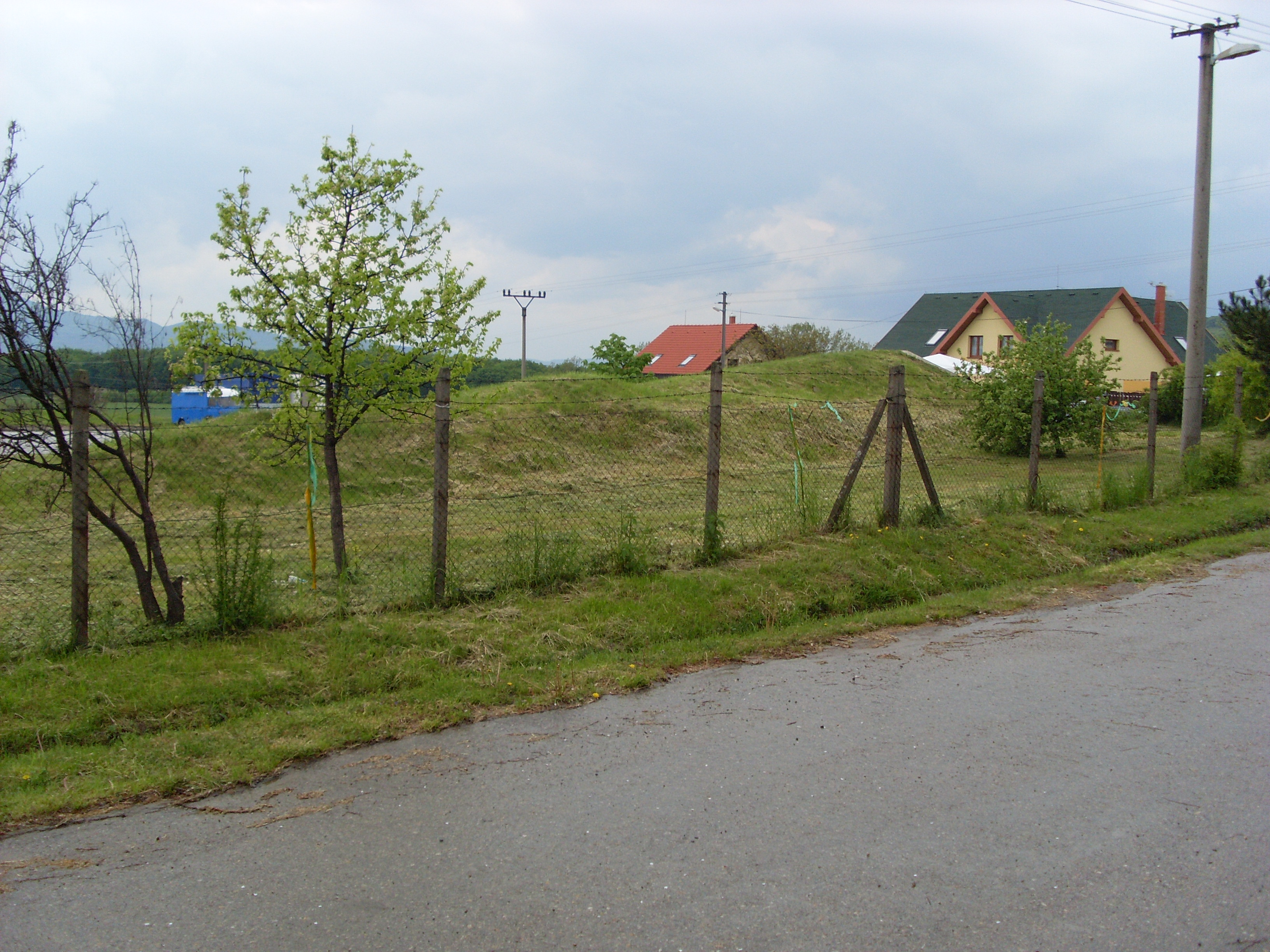
Extérieur d'une cave de vigneron producteur de Tokaj slovaque

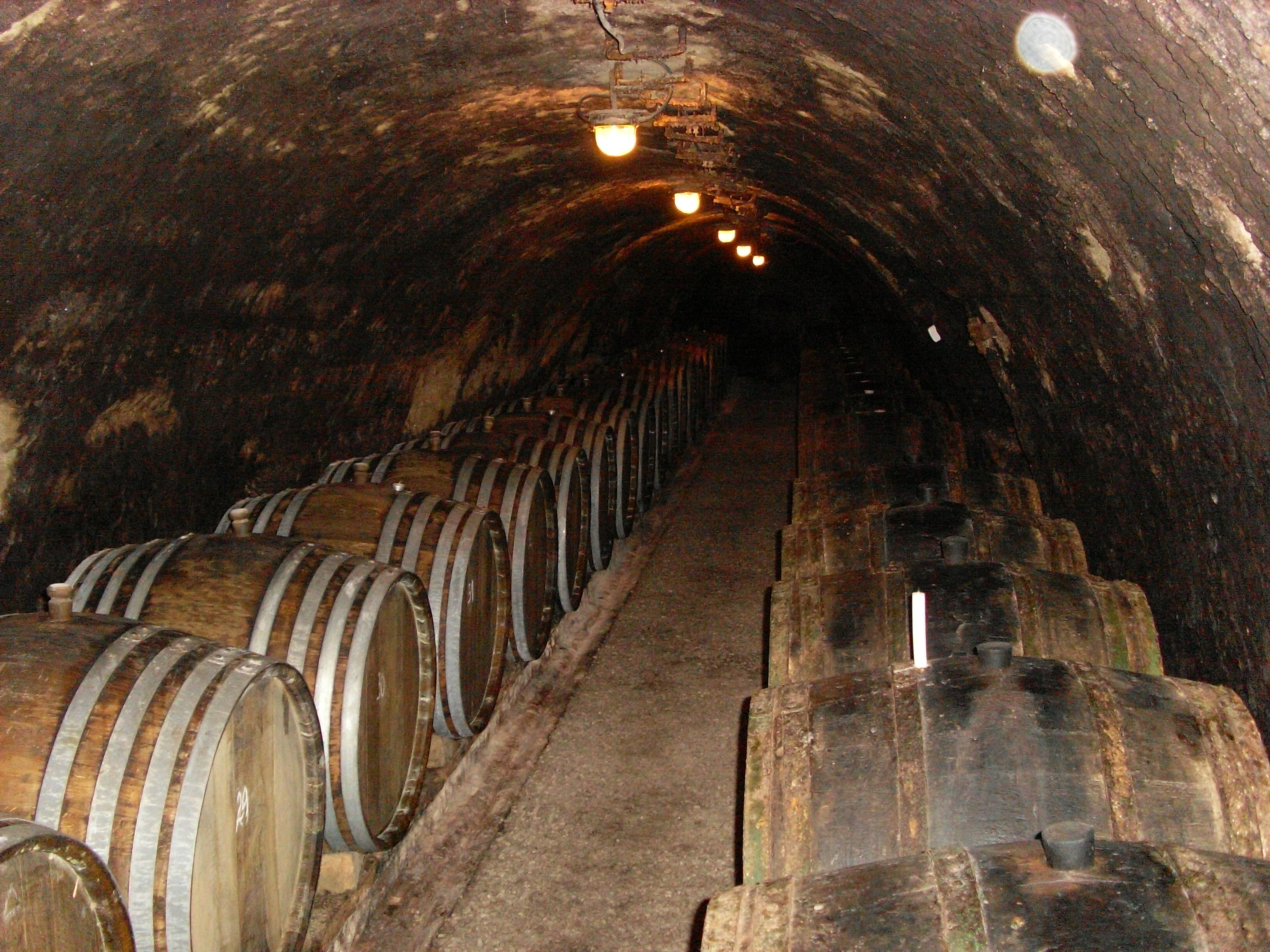
Intérieur d'une cave de vigneron producteur de Tokaj slovaque

Le vin de Tokaj était un problème international important entre la Hongrie et la Slovaquie pendant plusieurs années après la Deuxième Guerre mondiale. Bien que la Slovaquie ait légitimement droit à l'appellation Tokaj (la région viticole de Tokaj se trouve en Hongrie et en Slovaquie mais, après la Première Guerre mondiale, le bassin traditionnel de production a été coupé par la frontière politique), la Hongrie s’opposait à l'utilisation de l'appellation Tokaj par les vignerons slovaques produisant le vin Tokaj dans la partie slovaque de la région viticole de Tokaj. 
En 1993, un accord a été conclu entre la Hongrie et l'Union européenne, cette dernière s'étant engagée à ne reconnaître que le vin de Tokaj hongrois. Pour cette raison, la Slovaquie ne pouvait pas exporter ses vins de Tokaj dans les États membres. Bien que depuis 1996 l'Union européenne eût invité à plusieurs reprises la Hongrie à résoudre ce problème avec la Slovaquie, la situation n'avait guère évolué jusqu'à 2004. 
Enfin le 16 juin 2004, un premier accord a été conclu entre la Hongrie et la Slovaquie sur la production des vins blancs de Tokaj. La Hongrie et la Slovaquie ont depuis le droit de produire du vin Tokaj mais seule la Hongrie a le droit de le commercialiser au sein de l'Union européenne.

## Meilleurs vins slovaques
Un vin slovaque de haute qualité, c'est avant tout un vin produit à partir d'un seul cépage. Si on met à part le vin de Tokaj, un vin de sélection avec attribut ne peut à ce jour qu'être issu d'un seul cépage.[réf. nécessaire]